# 科洛堅齊
50°0′22″N 24°15′59″E / 50.00611°N 24.26639°E
科洛堅齊（烏克蘭語：Колоденці），是烏克蘭西部的村莊，隸屬利維夫州的利維夫區。該村始建於1448年，面積12.21平方公里，海拔高度230米，2001年人口852。